# Мартин Зутер
Мартин Зутер (на немски: Martin Suter) е швейцарски писател, автор на романи, разкази, пиеси и сценарии

## Биография
Роден е на 29 февруари 1948 г. в Цюрих. След обучение по копирайтинг на 28-годишна възраст става художествен директор на реномирана рекламна агенция.
След 1991 г. работи като автор. Пробив като писател прави през 1997 г. с първия си роман „Малък свят“ (Small World). И в следващите му романи „Тъмната страна на луната“ (Die dunkle Seite des Mondes) (2000) и „Перфектен приятел“ (Ein perfekter Freund)(2002) се развива криминално действие, свързано със социалнокритични и медицински наблюдения. Зутер сам обозначава първите си три романа като „неврологична трилогия“, понеже във всеки от тях протагонистът се бори с криза на личността си.
За „Малък свят“ Зутер получава през 1997 г. Почетната награда на кантон Цюрих, а през 1998 г. – френската литературна награда Prix du premier roman étranger. През 2011 г. е отличен от Швейцарската телевизия с наградата SwissAward като постоянен автор на бестселъри и най-успешен швейцарски писател.
Мартин Зутер живее със семейството си с редуване на остров Ибиса и в Гватемала. Днес живее в Цюрих.

### Романи
- Small World, Roman, 1997
- Die dunkle Seite des Mondes, Roman, 2000

Тъмната страна на луната, изд.: Атлантис-КЛ, София (2006), прев. Любомир Илиев
- Ein perfekter Freund, Roman, 2002

Перфектен приятел, изд.: Атлантис-КЛ, София (2005), прев. Любомир Илиев
- Lila, Lila, Roman, 2004

Лила, Лила, изд.: ИК Унискорп, София (2013), прев. Петя Пешева
- Der Teufel von Mailand, Roman, 2006
- Der letzte Weynfeldt, Roman, 2008
- Der Koch, Roman, 2010

Готвачът, изд.: ИК Унискорп, София (2011), прев. Ваня Пенева
- Die Zeit, die Zeit, Roman, 2012
- Montecristo, Thriller, 2015[3]
- Elefant, Roman,[4]

#### Криминална поредица „Алмен“
- Allmen und die Libellen, Roman, 2011
- Allmen und der rosa Diamant, Roman, 2011
- Allmen und die Dahlien, Roman, 2013
- Allmen und die verschwundene María, Roman, 2014
- Allmen und die Erotik, Roman, 2018

#### Поредица „Бизнес класа“
1. Business Class. Manager in der Westentasche, 1994
2. Business Class. Mehr Manager in der Westentasche, 1995
3. Business Class. Noch mehr Manager in der Westentasche, 1998
4. Business Class. Geschichten aus der Welt des Managements, 2000
 Бизнес класа: Истории от света на мениджърите, изд.: Весела Люцканова, София (2002), прев. Яна Кожухарова
5. Business Class. Neue Geschichten aus der Welt des Managements, 2002
6. Huber spannt aus und andere Geschichten aus der Business Class, 2005
7. Unter Freunden und andere Geschichten aus der Business Class, 2007
8. Das Bonus-Geheimnis und andere Geschichten aus der Business Class, 2009
9. Abschalten. Die Business Class macht Ferien, 2012
10. Alles im Griff: Eine Business Soap, 2014
11. Cheers – Feiern mit der Business Class, 2016

#### Поредица „Правилен живот с Гери Вайбел
- Richtig leben mit Geri Weibel, 2001
- Richtig leben mit Geri Weibel. Neue Folge, 2002
  - Richtig leben mit Geri Weibel. Sämtliche Folgen, 2005

### Пиеси
- 1982: Familie Chäller (Dialektkomödie)
- 1985: Sommersong (Dialektkomödie)
- 2005: Über den Dingen (Komödie)
- 2006: Mumien (Komödie)

### Сценарии
- 1986: Jenatsch[5]
- 1993: Zwischensaison[6]
- 1994: Tatort (Fernsehreihe)[7]
- 1994/95: Die Direktorin (Fernsehserie)[8]
- 1999: Beresina oder Die letzten Tage der Schweiz[9]
- 2009: Giulias Verschwinden[10]
- 2011: Nachtlärm[11]